# 角元敬治
角元 敬治（かくもと けいじ、1962年8月24日 - ）は、日本の実業家。三井住友銀行代表取締役副頭取を経て、同行取締役副会長、関西経済同友会代表幹事、2025年日本国際博覧会協会副会長、日中経済貿易センター副会長。

## 来歴・人物
徳島県小松島市出身。1985年神戸大学法学部卒業、住友銀行入行。大阪を中心とした関西の駐在歴が長く、法人部門を長く担当し、北九州法人営業部長や梅田法人営業第一部長を歴任。
2013年三井住友銀行執行役員梅田法人営業第一部長。2014年同執行役員京都北陸法人営業本部長兼京都法人営業第一部。2016年同常務執行役員。2018年同専務執行役員。2019年同取締役兼専務執行役員（ホールセール部門副責任役員（西日本担当）、大阪駐在）。
2021年三井住友銀行代表取締役兼副頭取執行役員（大阪駐在）。2022年同取締役副会長（大阪駐在）、関西経済同友会代表幹事、2025年日本国際博覧会協会副会長、日中経済貿易センター特別会員副会長。